# Jacinto (zircón)

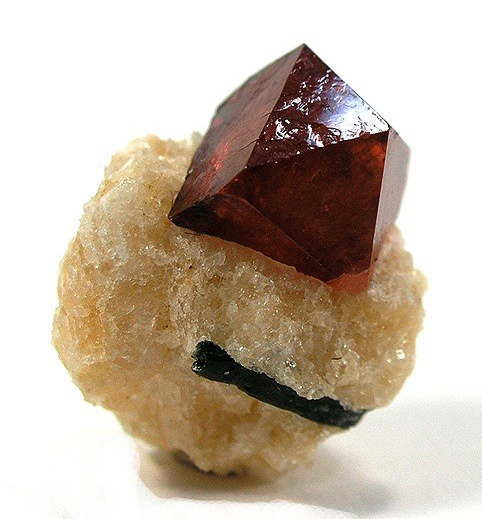
Jacinto (zircón rojo) de Gilgit, Pakistán

El jacinto es una variedad de zircón transparente de color rojo-naranja, utilizada en joyería. El nombre coincide con el nombre común de una flor de color púrpura o azul rojizo profundo (jacinto).
Se piensa que puede ser la piedra designada como "ligure" (לשם leshem en hebreo) mencionada en el Éxodo 28:19 como la primera piedra de la tercera fila de la placa ritual portada sobre el pecho por el sacerdote supremo (placa denominada en hebreo "Hoshen"). En el Apocalipsis 9:17, la palabra es sencillamente descriptiva de un color.
No debe ser confundido con el Jacinto de Compostela, una variedad de cuarzo rojo con la que comparte el nombre y el color.

## Uso en literatura
- El jacinto es mencionado como piedra ornamental utilizada en la ciudad de Iram en la traducción de  de Las mil y una noches efectuada por Richard Francis Burton.

- Alfred Tennyson, en su descripción de la espada Excálibur del poema épico "El Paso de Arturo", de los Idilios del rey, describe su empuñadura engarzada con jacintos.[nota 1]
- Tolkien mencionó los jacintos para describir el color azul profundo de la pared del espacio en su poema,  The Happy Mariners.[nota 2]
- En la novela El retrato de Dorian Gray de Oscar Wilde, se habla del rey Eduardo II regalando una armadura de oro rojo tachonada de jacintos a su amante Piers Gaveston, primer Conde de Cornwall.[nota 3]
- El jacinto es también mencionado en el Libro de Enoch apócrifo, donde en el primer viaje de Enoch a través de la tierra y de Sheol, encuentra una montaña enorme de jacinto o con apariencia de jacinto:[nota 4]
- Dos collares de oro decorados con jacintos y amatistas figuran como un regalo de Ganelon para su mujer en La Canción de Roland (estrofa 50).[nota 5]
- El jacinto también fue utilizado por E.E. Cummings en su poema " Estás Cansado (Pienso)" (última estrofa).[nota 6]
- En la serie televisiva Dungeons & Dragons, los jacintos son a menudo nombrados como piedras de color naranja.